# Nguyễn Văn Huy (Thái Bình)
Nguyễn Văn Huy (sinh ngày 2 tháng 1 năm 1979) là Đại biểu Quốc hội nước Cộng hòa xã hội chủ nghĩa Việt Nam. Ông hiện là Tỉnh ủy viên, Phó Trưởng Đoàn Đại biểu Quốc hội chuyên trách tỉnh Thái Bình, Ủy viên Ủy ban Văn hóa, Giáo dục của Quốc hội, Đại biểu Quốc hội khóa XV từ Thái Bình. Ông từng là Bí thư Huyện ủy Hưng Hà, Thái Bình; Ủy viên Ban Chấp hành Trung ương Đoàn Thanh niên Cộng sản Hồ Chí Minh, Bí thư Tỉnh đoàn Thái Bình.
Nguyễn Văn Huy là đảng viên Đảng Cộng sản Việt Nam, học vị Cử nhân Ngữ văn, Cử nhân Luật, Thạc sĩ Chính trị học, Cao cấp lý luận chính trị. Ông có xuất phát điểm từ công tác thanh niên, rồi tham gia các cơ quan, tổ chức của tỉnh Thái Bình.

## Xuất thân và giáo dục
Nguyễn Văn Huy sinh ngày 2 tháng 1 năm 1979 tại xã Hòa Bình, huyện Kiến Xương, tỉnh Thái Bình. Ông lớn lên và tốt nghiệp phổ thông ở Kiến Xương, theo học đại học ở Hà Nội, có hai bằng đại học gồm Cử nhân Ngữ văn, và Cử nhân Luật kinh tế – hành chính, tiếp tục học cao học và nhận bằng Thạc sĩ Xây dựng Đảng và chính quyền nhà nước. Ông được kết nạp Đảng Cộng sản Việt Nam vào ngày 15 tháng 6 năm 2000, trở thành đảng viên chính thức sau đó 1 năm, từng theo học các khóa chính trị ở Học viện Chính trị Quốc gia Hồ Chí Minh, từng là Bí thư Chi bộ, Lớp trưởng lớp cao cấp lý luận chính trị – Hành chính AI 12 khi học ở trường từ tháng 9 năm 2013 đến tháng 6 năm 2014 và tốt nghiệp Cao cấp lý luận chính trị.

## Sự nghiệp
Tháng 7 năm 2001, sau khi tốt nghiệp đại học, Nguyễn Văn Huy trở về Thái Bình, bắt đầu làm việc theo hợp đồng tại Tỉnh đoàn Thái Bình, công tác Đoàn Thanh niên Cộng sản Hồ Chí Minh. Sau đó 2 năm, ông được tuyển dụng công chức, là chuyên viên của Tỉnh đoàn, đến tháng 11 năm 2005 thì nhậm chức Phó Chánh Văn phòng Tỉnh đoàn Thái Bình, Ủy viên Ban Chấp hành Tỉnh đoàn, Phó Bí thư Chi đoàn cơ quan Tỉnh đoàn. Ông được thăng chức Chánh Văn phòng Tỉnh đoàn vào tháng 6 năm 2007, được bầu vào Ban Thường vụ Tỉnh đoàn, đồng thời là Ủy viên Ủy ban Hội Liên hiệp Thanh niên Việt Nam tỉnh, Chi ủy viên, Ủy viên Ban Chấp hành Công đoàn cơ quan Tỉnh đoàn. Tháng 4 năm 2012, Nguyễn Văn Huy được bầu làm Bí thư thường trực Tỉnh đoàn Thái Bình ở tuổi 33, kiêm Phó Bí thư Chi bộ cơ quan Tỉnh đoàn, đến cuối năm thì được bầu vào Ban Chấp hành Trung ương Đoàn, đồng thời là Ủy viên Trung ương Hội Liên hiệp Thanh niên Việt Nam, Chủ tịch Hội Liên hiệp Thanh niên Việt Nam tỉnh Thái Bình, rồi Bí thư Chi bộ cơ quan Tỉnh đoàn.
Tháng 7 năm 2014, Nguyễn Văn Huy được điều lên Tỉnh ủy Thái Bình, nhậm chức Phó Trưởng Ban Tuyên giáo Tỉnh ủy, Ủy viên Ban Chấp hành Đảng bộ Ban Tuyên giáo Tỉnh ủy. Sang tháng 4 năm 2016, ông được điều chuyển làm Phó Chánh Văn phòng Tỉnh ủy, tiếp tục chuyển vị trí làm Phó Chánh Văn phòng Ủy ban nhân dân tỉnh Thái Bình từ tháng 9 năm 2018. Tháng 1 năm 2019, ông là Phó Chánh Văn phòng Đoàn Đại biểu Quốc hội, Hội đồng nhân dân và Ủy ban nhân dân tỉnh Thái Bình, cho đến tháng 12 cùng năm thì được điều về huyện Hưng Hà, nhậm chức Bí thư Huyện ủy Hưng Hà. Tháng 2 năm 2020, ông được bầu bổ sung vào Ban Chấp hành Đảng bộ tỉnh, tái đắc cử Tỉnh ủy viên tại Đại hội Đảng bộ tỉnh Thái Bình lần thứ XX, nhiệm kỳ 2020–2025. Đầu năm 2021, ông được Ủy ban Mặt trận Tổ quốc Việt Nam tỉnh giới thiệu tham gia ứng cử đại biểu quốc hội từ Thái Bình, bầu cử ở đơn vị bầu cử số 1 gồm huyện Vũ Thư, Hưng Hà, Quỳnh Phụ, rồi trúng cử Đại biểu Quốc hội khóa XV với tỷ lệ 82,42%. Ngày 21 tháng 7 năm 2021, ông được phê chuẩn làm Phó Trưởng Đoàn Đại biểu Quốc hội chuyên trách tỉnh Thái Bình, Ủy viên Ủy ban Văn hóa, Giáo dục của Quốc hội.